# Amphinotus pupulus
Amphinotus pupulus är en insektsart som först beskrevs av Bolívar, I. 1912.  Amphinotus pupulus ingår i släktet Amphinotus och familjen torngräshoppor. IUCN kategoriserar arten globalt som starkt hotad. Inga underarter finns listade i Catalogue of Life.